# Roraimatiran
De Roraimatiran (Myiophobus roraimae) is een zangvogel uit de familie Tyrannidae (tirannen).

## Verspreiding en leefgebied
Deze soort komt voor op de tepuis van Venezuela en omliggende landen en van Colombia tot Bolivia. Er zijn drie ondersoorten:
- M. r. sadiecoatsae: zuidelijk Venezuela en noordwestelijk Brazilië.
- M. r. roraimae: zuidoostelijk Venezuela en westelijk Guyana.
- M. r. rufipennis: zuidoostelijk Colombia, zuidoostelijk Ecuador, centraal en zuidelijk Peru en noordwestelijk Bolivia.

## Status
De grootte van de populatie is niet gekwantificeerd maar de soort wordt omschreven als vrij algemeen maar met een versnipperde verspreiding. Op de Rode lijst van de IUCN heeft deze soort de status niet bedreigd.